# Nestinari Nunataks
Nestinari Nunataks är nunataker i Antarktis. De ligger i Sydshetlandsöarna. Argentina, Chile och Storbritannien gör anspråk på området.